# Busan-Geoje vaste oeververbinding

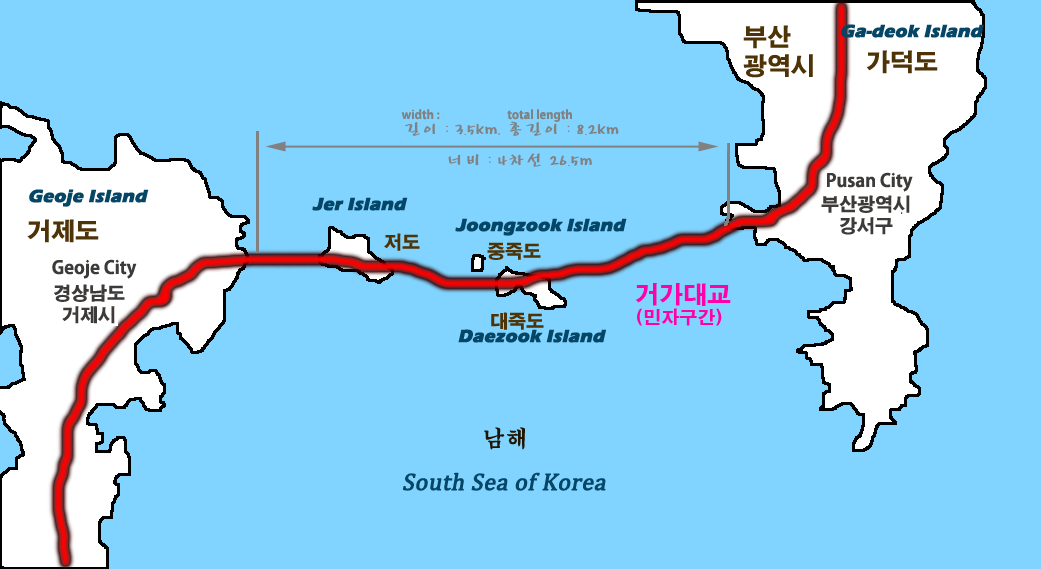
Busan-Geoje verbinding: traject

De Busan-Geoje vaste oeververbinding (Engels: Busan-Geoje Fixed Link) is een vaste oeververbinding tussen de stad Busan en het eiland Geoje te Zuid-Korea die op 13 december 2010 in gebruik genomen werd. De verbinding bestaat uit enkele tuibruggen, aanbruggen en een afgezonken tunnel. De verbinding kruist de eilanden Gaduk, Daejuk en Jungjuk. De bouw van de vaste verbinding begon in het voorjaar van 2006, met een voorziene afwerking in 2009. Een jaar later werd de verbinding in gebruik genomen.
De totale lengte van de oeververbinding bedraagt 8,2 km en biedt ruimte aan 2x2 rijstroken van de NR 58.
De hieronder gegeven beschrijving is vanaf het vasteland naar het eiland gegeven (Vanaf het noordoosten naar het zuidwesten).

## Afgezonken tunnel
De afgezonken tunnel begint op het eiland Gaduk, kruist een zeestraat op een diepte van 52,20 meter en is ongeveer 3240 m lang. Aan de oostzijde sluit de tunnel aan op een toerit van ongeveer 170 m lengte op genoemd eiland, en aan de westzijde sluit de tunnel aan op een toerit van ongeveer 255 m lengte, ter plaatse van een kunstmatig eiland bij Daejuk en Jungjuk. Er worden 18 afzinkelementen gebruikt met een gemiddelde lengte van 180 m.
Het afzinken werd uitgevoerd door het Nederlandse bedrijf Mergor (onderdeel van Strukton Civiel).
De 18 elementen werden in een droogdok gemaakt, (2*4 elementen en 2*5 elementen) waarna ze naar een aanmeerlocatie getransporteerd worden. Dit gebeurt door wijze van opdrijven, waarna ze naar de eindbestemming vervoerd werden met behulp van sleepboten. Vanaf daar werden ze naar de afzinklocatie getransporteerd. Dit gebeurde buiten het taifoenseizoen, waarin het afzinken niet kon plaatsvinden.

## Eerste tuibrug
Vanaf het eiland Junjuk beginnen de aanbruggen voor de eerste twee tuibruggen. De aanbruggen hebben een gezamenlijke lengte van 613 m, bestaande uit 8 overspanningen. Hierna volgt de tuibrug met twee pylonen en een overspanning van achtereenvolgens 223 m, 475 m en 223 m. Daarna volgen een uit vier overspanningen bestaande aanbrug met een totale lengte van 333 m.

## Tweede tuibrug
De tweede tuibrug bestaat uit drie pylonen met een overspanning van achtereenvolgens 109 m, 230 m, 230 m en 109 m. Voor en achter deze tuibrug bevinden zich aanbruggen met 12 overspanningen van gemiddeld 90 m.